# Joshua Herdman
Joshua „Josh“ Mintone Herdman (* 9. September 1987 im Londoner Stadtteil Hampton) ist ein britischer Schauspieler.
Der Sohn von Martin und Julia Herdman ist seit seinem siebten Lebensjahr Schauspieler. Bekanntheit erreichte er durch seinen Auftritt in Harry Potter und der Stein der Weisen als Gregory Goyle, den er auch in allen weiteren Verfilmungen der Romanreihe darstellte. Auch nach dem Ende der Harry-Potter-Filmreihe arbeitet Herdman weiterhin als Schauspieler, unter anderem spielte er eine regelmäßige Rolle in der Serie Marcella und war in dem Kinofilm Robin Hood (2018) an der Seite von Taron Egerton und Jamie Foxx zu sehen.
Nach fünf Jahren Jiujitsu-Training absolvierte Herdman im April 2016 einen MMA-Profikampf gegen Janusz Walachowski und gewann diesen nach Punkten.

## Filmografie (Auswahl)
- 1994/2004: The Bill (Fernsehserie, 2 Folgen)
- 2001: Harry Potter und der Stein der Weisen (Harry Potter and the Philosopher’s Stone)
- 2002: Harry Potter und die Kammer des Schreckens (Harry Potter and the Chamber of Secrets)
- 2002: Thunderpants
- 2003–2005: UGetMe (Fernsehserie, 47 Folgen)
- 2004: Harry Potter und der Gefangene von Askaban (Harry Potter and the Prisoner of Azkaban)
- 2005: Harry Potter und der Feuerkelch (Harry Potter and the Goblet of Fire)
- 2007: Harry Potter und der Orden des Phönix (Harry Potter and the Order of the Phoenix)
- 2009: Harry Potter und der Halbblutprinz (Harry Potter and the Half-Blood Prince)
- 2010: Harry Potter und die Heiligtümer des Todes: Teil 1 (Harry Potter and the Deathly Hallows: Part 1)
- 2011: Harry Potter und die Heiligtümer des Todes: Teil 2 (Harry Potter and the Deathly Hallows: Part 2)
- 2011: The Estate
- 2012: Piggy
- 2012: Wizards vs Aliens (Fernsehserie, Folge Strike Back)
- 2013: Common People
- 2017: Strike Back (Fernsehserie, Folge Retribution: Part 3)
- 2018: Marcella (Fernsehserie, 8 Folgen)
- 2018: Two Graves
- 2018: Robin Hood
- 2020: White House Farm (Fernseh-Miniserie, 1 Folge)
- 2020: Alex Rider (Fernsehserie, 2 Folgen)
- 2022: The Man Who Fell to Earth (Fernsehserie, 2 Folgen)